# Mauro Heredia
Mauro Alejandro Heredia Chacón (Argentina, 7 de mayo de 2002) es un futbolista argentino, nacionalizado chileno. Se desempeña como volante y actualmente milita en Real San Joaquín de la Segunda División de Chile.

## Trayectoria

### Deportes Copiapó
Formado en las inferiores de Club de Deportes Copiapó, participó como cadete en la sub-15, sub-17 y sub-21 defendiendo al equipo. En varios encuentros desarrollados en las inferiores ha sido el capitán del equipo.
El sábado 11 de octubre del 2019, Héctor Almandoz director técnico, lo presenta en la nómina del primer equipo frente a San Luis de Quillota para estar como suplente aunque sin participación. En el campeonato 2019 y campeonato 2020 sería convocado para 4 encuentros cada temporada.
Hizo su debut oficial como profesional el día 17 de enero de 2021, en un encuentro válido por Primera B de Chile 2021 ante San Luis de Quillota, en el cual el elenco copiapino triunfó 1-0 en Estadio Luis Valenzuela Hermosilla.

## Estadísticas
| Club                     | Div.          | Temporada     | Liga  | Liga  | Copas nacionales | Copas nacionales | Torneos internacionales | Torneos internacionales | Total | Total |
| Club                     | Div.          | Temporada     | Part. | Goles | Part.            | Goles            | Part.                   | Goles                   | Part. | Goles |
| ------------------------ | ------------- | ------------- | ----- | ----- | ---------------- | ---------------- | ----------------------- | ----------------------- | ----- | ----- |
| Deportes Copiapó · Chile | 2.ª           | 2020          | 1     | 0     | —                | —                | —                       | —                       | 1     | 0     |
| Deportes Copiapó · Chile | 2.ª           | 2021          | —     | —     | 1                | 0                | —                       | —                       | 1     | 0     |
| Deportes Copiapó · Chile | 2.ª           | 2022          | 9     | 0     | 1                | 0                | —                       | —                       | 10    | 0     |
| Deportes Copiapó · Chile | Total club    | Total club    | 10    | 0     | 2                | 0                | 0                       | 0                       | 12    | 0     |
| Real San Joaquín · Chile | 3.ª           | 2023          | 3     | 0     | —                | —                | —                       | —                       | 0     | 0     |
| Real San Joaquín · Chile | Total club    | Total club    | 3     | 0     | 0                | 0                | 0                       | 0                       | 0     | 0     |
| Total carrera            | Total carrera | Total carrera | 10    | 0     | 2                | 0                | 0                       | 0                       | 12    | 0     |
| 1. 2.                    |               |               |       |       |                  |                  |                         |                         |       |       |